# Dary Holm

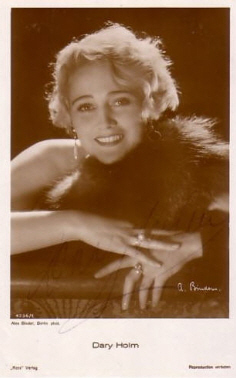
Dary Holm etwa 1925

Dary Holm (* 16. April 1897 in Hamburg als Anna Maria Dorothea Meyer; † 29. August 1960 in München) war eine deutsche Schauspielerin.

## Leben

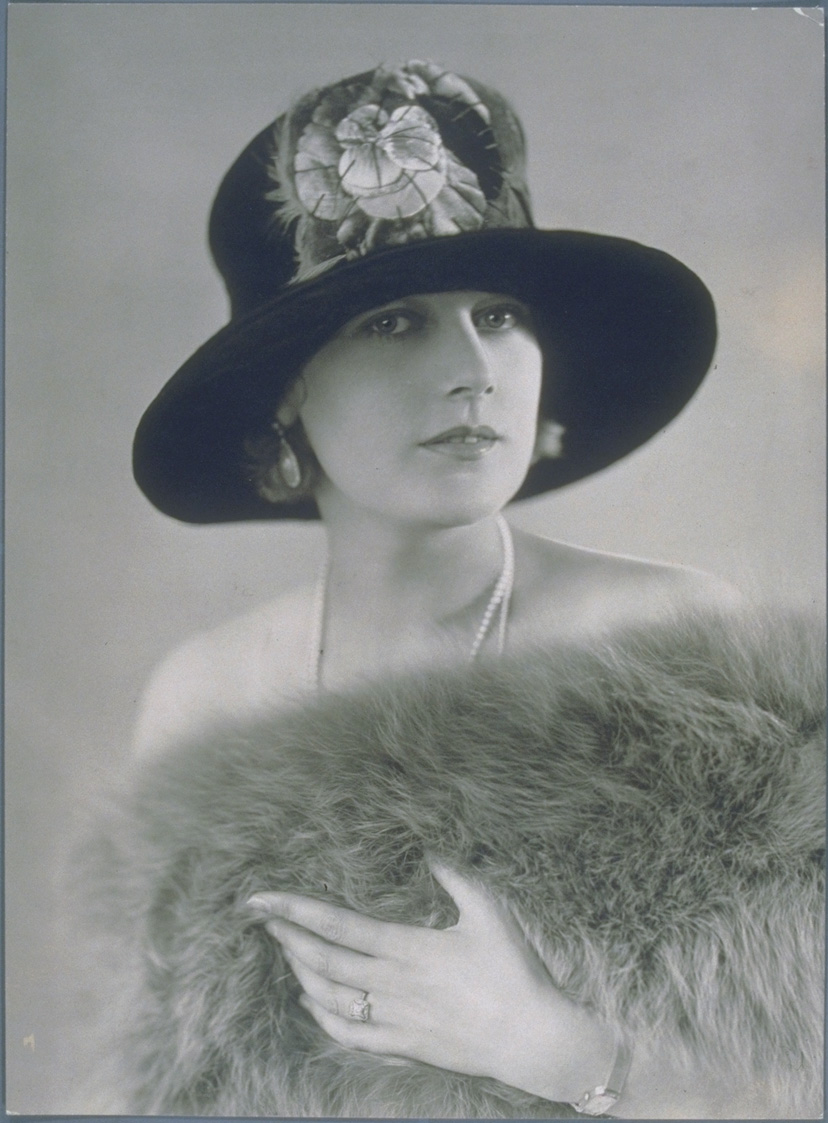
Dary Holm 1925 oder 1926

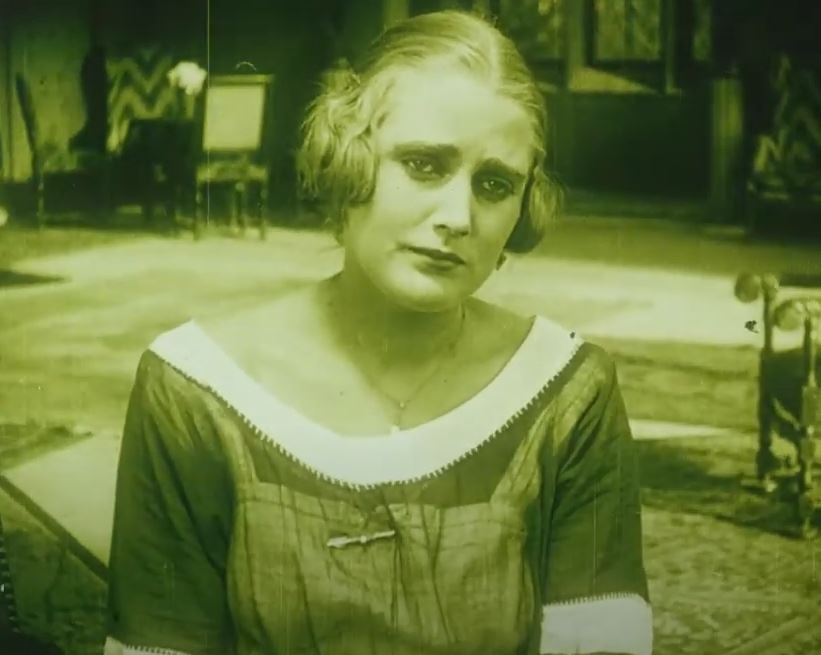
Annie Holm in „Hyänen der Welt“ 1921

Holm wuchs in Oberbayern auf und entschied sich nach dem Ersten Weltkrieg für die Schauspielerei. Ihre Karriere startete sie zuerst als Anni bzw. Annie Holm. Über den Kollegen Bernd Aldor wurde sie 1921 an den Regisseur Otto Rippert weiterempfohlen, der sie in dem Streifen Die Beute der Erinnyen besetzte. In den folgenden Jahren avancierte Dary Holm von Neben- zu Hauptrollen, sie wirkte mehrmals in Filmen von Franz Seitz, Richard Eichberg oder Karl Wüstenhagen mit. Sie spielte vorwiegend in Abenteuerfilmen, Melodramen und Komödien.
Dary Holm war aufgrund ihres Aussehens eine Charakterdarstellerin, so spielte sie u. a. im Film „Affäre der Baronesse Orlowska“ die Baronesse Marion, dann in „1812“ die junge Gräfin Vandières, in „Abenteuer im Nachtexpreß“ Baronesse Myra von Geldern oder in „Rätsel einer Nacht“ Komtesse Elga Almen. Marion Baronesse von Orlowska war ihre erste Hauptrolle, im gleichen Jahre mimte sie im Film „Ihr Fehltritt“ die hübsche Dagny. Erstmalig trat sie, als eine junge attraktive Witwe, mit ihrem späteren Ehemann Harry Piel im Abenteuer- und Actionfilm „Auf gefährlichen Spuren“ (1924) vor der Kamera. Danach war sie regelmäßig als Filmpartnerin von Harry Piel, dessen Geliebte sie wurde, besetzt. Beide wurden zu den gefeierten Filmstars. Holm trat lediglich in zwei Tonfilmen auf („Schatten der Unterwelt“ und „Jonny stiehlt Europa“) und zog sich im Alter von 35 Jahren aus dem Filmgeschäft aus unbekannten Gründen zurück. Möglicherweise war ihre Stimme für den Tonfilm nicht geeignet.

## Privates
Seit 1924 war Holm mit Harry Piel liiert, den sie nach der Scheidung von seiner ersten Ehefrau Johanna Präder 1927 heiratete. Die Ehe blieb kinderlos. Das Ehepaar lebte in Berlin und nach dem Krieg seit 1949 in einer Villa in Wiesbaden, die sie jedoch wegen der ausgebliebenen Filmerfolge Piels verkauften und in eine Wohnung zogen. 1958 verließ das Ehepaar Wiesbaden und wohnte danach in einer Mietwohnung in der Emil-Riedel-Str. 4 in München. Piels 1950 gegründete Produktionsfirma Ariel-Film, Wiesbaden Nerotal 1, wurde 1960 endgültig gelöscht.

## Grabstätte
Die Grabstätte von Dary Holm, Harry Piel und seiner dritten Frau Lilli Stromereder-Piel (1901–1984), die er 1962 heiratete, befindet sich im alten Teil des Münchner Waldfriedhofs (Grabnr. 220-3-77).

## Filmografie (Auswahl)
- 1921: Die Beute der Erinnyen
- 1921: Hyänen der Welt[4]
- 1921: Der Todessegler
- 1921: Die Rache des Marquis Dokama
- 1922: Der schwarze Harlekin
- 1922: Die Liebe der Asra
- 1922: Im Rausche der Milliarden
- 1922: Das Blut der Schwester
- 1923: Martin Luther
- 1923: Die Affäre der Baronesse Orlowska
- 1923: Ihr Fehltritt
- 1923: 1812, Gräfin Vandières
- 1923: Das Wirtshaus im Spessart
- 1924: Die Tragödie einer Liebesnacht
- 1924: Im eine Million
- 1924: Spanische Gluten
- 1924: Auf gefährlichen Spuren
- 1924: Der Mann ohne Nerven
- 1925: Zigano, der Brigant vom Monte Diavolo
- 1925: Abenteuer im Nachtexpreß
- 1925: Schneller als der Tod
- 1926: Der schwarze Pierrot
- 1926: Der Veilchenfresser
- 1926: Die versunkene Flotte
- 1927: Rätsel einer Nacht
- 1928: Panik
- 1928: Mann gegen Mann
- 1929: Männer ohne Beruf
- 1929: Sein bester Freund
- 1930: Achtung! – Auto-Diebe!
- 1931: Schatten der Unterwelt
- 1932: Jonny stiehlt Europa